# Artemovsk (huyện)
Huyện Artemovsk (tiếng Nga: ? райо́н) là một huyện hành chính tự quản (raion), của Tỉnh Sverdlovsk, Nga. Huyện có diện tích 1896 kilômét vuông. Trung tâm của huyện đóng ở Artemovsk.